# Ростоки (Свидњик)
Ростоки (слч. Roztoky) насељено је мјесто са административним статусом сеоске општине (слч. obec) у округу Свидњик, у Прешовском крају, Словачка Република.

## Становништво
| Година:    | 1994. | 2004.    | 2014.    | 2024.    |
| ---------- | ----- | -------- | -------- | -------- |
| Број људи: | 228   | 276      | 386      | 454      |
| Разлика:   |       | +21,05 % | +39,85 % | +17,61 % |

| Година:    | 2023. | 2024.   |
| ---------- | ----- | ------- |
| Број људи: | 446   | 454     |
| Разлика:   |       | +1,79 % |

Према подацима о броју становника из 2024. године насеље је имало 454 становника.